# 1956 en informatique
1955 en informatique - 1956 - 1957 en informatique
Cet article traite de l'année 1956 dans le domaine de l'informatique.

## Technologie
- 14 septembre : IBM, via un communiqué de presse, dévoilait le premier disque dur, l'IBM 350. Ce géant, qui pesait plus d'une tonne, équipait le nouvel ordinateur Ramac 305.